# Сулейманлы, Махир Таир оглы
Махир Таир оглы Сулейманлы (азерб. Mahir Tahir oğlu Süleymanlı; род. 28 февраля 1995 года, Баку, Азербайджан) — государственный и политический деятель Азербайджана. Депутат Милли Меджлиса Азербайджанской Республики VII созыва, член комитета по обороне, безопасности и борьбе с коррупцией, член комитета молодёжи и спорта Милли Меджлиса.

## Биография
Родился Махир Сулейманлы 28 февраля 1995 году в Баку. Его отец — Таир Сулейманов, азербайджанский политик и общественный деятель.
С 2000 по 2011 годы проходил обучение в школе № 1 имени Тофика Аббасова в Шабранском районе. В 2011 году поступил на обучение в Бакинский государственный университет, на юридический факультет. В 2015 году успешно завершил получение высшего образования, став дипломированным юристом.
С 2015 по 2016 годы проходил срочную службу в рядах действующей армии Азербайджана.
С 2016 по 2018 годы обучался в магистратуре Бакинского государственного университета на факультете международного права.
С 2018 по 2024 годы осуществлял трудовую деятельность в аппарате Милли Меджлиса, работал консультантом, советник государственной службы.

## Общественная и политическая деятельность
В 2024 году на парламентских выборах в Азербайджане, которые состоялись 1 сентября, одержал победу во Шабран-Хачмазском избирательном округе № 56. Официально избран депутатом Милли Меджлиса Азербайджана седьмого созыва, первое заседание которого состоялось 23 сентября 2024 года. Член комитета по обороне, безопасности и борьбе с коррупцией, член комитета молодёжи и спорта Милли Меджлиса.
Не состоит в браке. Воспитывает троих детей.